# 鹧鸪韭
鹧鸪韭（学名：Allium plurifoliatum var. zhegushanense）是葱科葱属的变种。分布在中国大陆的四川等地，生长于海拔3,200米至3,300米的地区，一般生长在林下和沟边，目前尚未由人工引种栽培。